# BTR-T
BTR-T (Ruski: Bronetransporter-Tyazhelyy) je rusko teško borbeno vozilo pješaštva. Nastao je na temelju tijela T-55 tenka i kao potreba za dobro zaštičenim i naoružanim borbenim vozilom pješaštva namijenjeno borbama u urbanim sredinama. Potreba za teškim borbenim vozilom pješaštva pojavila se nakon prvog čečenskog rata u kojem su ruske snage imale velike gubitke BTR-80 i BMP-2 vozila koji su bili lake mete RPG-ima i drugom protuoklopnom oružju. Zbog toga je na BTR-T postavljen još i eksplozivno-reaktivni oklop koji dodatno štiti od djelovanja protuoklopnih raketa.

## Dizajn
Kupola može imati nekoliko različitih konfiguracija naoružanja:
- 2A42 30mm automatski top.
  - 9M113 Konkurs ATGMs.

- 2A42 30mm automatski top. 
  - 30mm AGS-17 automatski bacač granata.

- Dupli 2A38 30mm automatski top.

- 12,7x107mm NSV teška strojnica.
  - 9M113 Konkurs ATGMs.

- 12,7x107mm NSV teška strojnica.
  - 30mm AGS-17 automatski bacač granata.

## Unutarnje poveznice
- BMPT
- IDF Achzarit